# Православная церковь Молдовы
Правосла́вная це́рковь Молдо́вы (рум. Biserica Ortodoxă din Moldova), или Молда́вско-Кишинёвская митропо́лия — самоуправляемая часть Русской православной церкви. Охватывает территорию Республики Молдова.
В 1813 году на территории Бессарабии, отошедшей к России, была основана Кишинёвская епархия в составе Русской церкви. В 1918 году после присоединении Бессарабии к Румынии Кишинёвская епархия румынскими властями была включена в состав Бессарабской митрополии Румынской церкви. С 1944 года епархия снова в составе Русской православной церкви.
В 1992 году в связи с образованием независимой Республики Молдовы решением Священного синода Русской православной церкви Православная церковь Молдовы получила статус самоуправляемой. Осуществляет свою деятельность на основе томоса патриарха Алексия II от 2 декабря 1994 года. В соответствии с Уставом Русской православной церкви (гл. VIII) органами церковной власти и управления Православной церкви Молдовы являются Собор и Синод, возглавляемые её Предстоятелем.
Предстоятель (со времени учреждения самоуправляемого статуса) — митрополит Кишинёвский и всея Молдовы Владимир.
В настоящее время основным богослужебным языком является молдавский; используются также церковнославянский и гагаузский языки.

## Епископат
- Предстоятель: митрополит Кишинёвский и всея Молдовы Владимир (Кантарян), постоянный член Священного синода Русской православной церкви
- архиепископ Тираспольский и Дубоссарский Савва (Волков)
- архиепископ Кагульский и Комратский Анатолий (Ботнарь)
- архиепископ Унгенский и Ниспоренский Петр (Мустяцэ)
- архиепископ Бельцкий и Фэлештский Маркелл (Михэеску)
- архиепископ Единецкий и Бричанский Никодим (Вулпе)
- епископ Сорокский и Дрокиевский Иоанн (Мошнегуцу)
- епископ Орхейский Силуан (Шаларь), викарий Кишинёвской епархии
- епископ Кэприянский Филарет (Кузмин), викарий Кишиневской епархии
- епископ Чадыр-Лунгский Николай (Рошка), викарий Кагульской епархии
- епископ Дондюшенский Патрокл (Поромбак), викарий Единецкой епархии

## Отношения с Румынской церковью
После распада СССР решением Священного синода Румынской церкви от 14 сентября 1992 года была восстановлена Бессарабская митрополия. В результате возникли трения в отношениях между поместными православными церквами в связи со взаимными юрисдикционными притязаниями на территорию Молдовы.
В конце октября 2007 года конфликт обострился после принятия 24 октября Священным синодом Румынской церкви решения о создании в составе Румынского патриархата семи новых епископатов: в частности, в Бессарабской митрополии решено возродить Бельцкий епископат (бывший Хотинский), епископат Южной Бессарабии с центром в Кантемире и православный епископат Дубоссар и всего Приднестровья с центром в Дубоссарах. Как заявили в Румынском патриархате, означенные епархии существовали в Бессарабской митрополии до 1944 года и сейчас было принято решение об их восстановлении по требованию румынских православных верующих. Тираспольская и Дубоссарская епархия Православной церкви Молдовы (РПЦ) назвала решение Синода Румынской православной церкви учредить на территории Молдовы и Приднестровья три собственные епархии, центром одной из которых станет город Дубоссары (Приднестровье), незаконным. Митрополит Кирилл (Гундяев) расценил решение Румынского синода как «шаг, который разрушает православное единство и не останется без последствий».
6 ноября 2007 года СМИ распространили заявление митрополита Петра (Пэдурару), главы Бессарабской митрополии, о том, что «Румынский патриархат намерен расширять своё влияние в Молдове и на Украине, в частности, увеличивая здесь количество приходов и епархий».
7 ноября 2007 года Священный синод РПЦ «в связи с решением Румынской Православной Церкви об учреждении её епархий на территории Молдовы и Украины» выразил «глубокую озабоченность и скорбь», расценив такой шаг как «попрание самих основ церковного строя»; выразил «решительный протест против нового вторжения в свои канонические пределы».
14 ноября 2007 года Священный синод Украинской православной церкви (Московского патриархата) признал неправомерными действия РумПЦ по созданию своих епархий на территории Украины и выступил с заявлением.
22 ноября 2007 года в Троянском монастыре (Болгария) состоялась встреча представителей РумПЦ с представителями РПЦ, на которой последние потребовали упразднить три румынские епархии в составе «Бессарабской митрополии». По сообщениям румынской печати, РумПЦ высказалась за создание в Молдове автокефальной Церкви как способа решения «проблемы Бессарабской митрополии».
В январе 2008 года в конфликт вмешались власти Молдове, потребовав от четырёх священнослужителей и монахини Бессарабской митрополии покинуть территорию страны; Румынский патриархат усмотрел в этом попытку запугивания клириков митрополии и обратился в Совет Европы с жалобой на президента Молдовы Владимира Воронина.
21 января 2008 года Владимир Воронин и Алексий II совместно осудили политику Румынского патриархата на территории Молдовы; в частности, Воронин заявил, что «создание так называемой „Бессарабской митрополии“ и её структур — это часть агрессивной политики Румынии против суверенного молдавского государства». В тот же день Воронин получил от патриарха Алексия II премию Международного общественного фонда единства православных народов «За выдающуюся деятельность по укреплению единства православных народов».

## Епархии
Православная церковь Молдовы включает семь епархий:
- Кишинёвская епархия
- Тираспольская и Дубоссарская епархия
- Кагульская и Комратская епархия
- Единецкая и Бричанская епархия
- Унгенская и Ниспоренская епархия
- Бельцкая и Фалештская епархия
- Сорокская и Дрокиевская епархия